# Вукмановићи
Вукмановићи су насељено мјесто у Босни и Херцеговини, у општини Завидовићи, које административно припада Федерацији Босне и Херцеговине. Према попису становништва из 2013. године у овом мјесту је живјело свега 30 становника, а према попису становништва из 1991. у насељу је живјело 296 становника.

## Становништво
| Демографија | Демографија | Демографија |
| Година      | Становника  | Становника  |
| ----------- | ----------- | ----------- |
| 1961.       | 229         |             |
| 1971.       | 227         |             |
| 1981.       | 258         |             |
| 1991.       | 296         |             |